# Övre Olonstjärnarna
Övre Olonstjärnarna är en sjö i Åre kommun i Jämtland och ingår i Indalsälvens huvudavrinningsområde. Övre Olonstjärnarna ligger i Skäckerfjällen Natura 2000-område.